# Radio B138
Das  Freie Radio B138  ist ein österreichischer Radiosender (Community Radio) mit Sitz in Kirchdorf an der Krems, der am 25. Oktober 2008 auf Sendung ging. Das 24-stündige Programm ist im Oberen Kremstal terrestrisch auf der Frequenz 102,3 MHz, im lokalen Kabelnetz auf 107,0 MHz und als Livestream empfangbar. Das Studio befindet sich in der Bahnhofstraße 11, das Büro im Kultur- und Integrationshaus in der Bahnhofstraße 16a.

## Organisation
Der Sender ist als gemeinnütziger Verein organisiert und verzichtet im Programm ausdrücklich auf kommerzielle Produktwerbung. Mit der Abwicklung des Sendebetriebs ist eine Geschäftsführung betraut.

## Programm und Konzept
Das Programm wird von ehrenamtlichen Sendungsmachern im Offenen Zugang gestaltet. Die Themen sind frei wählbar, die Sendungsgestaltung erfolgt ohne verpflichtende Formatvorgaben. Als nicht-kommerzielles, freies Radio stellt das Freie Radio B138 die für die Sendungsgestaltung benötigte Infrastruktur zur Verfügung und bietet Wissenstransfer in Form von Workshops zur Aus- und Weiterbildung der Sendungsmacher an.
Das Freie Radio B138 versteht sich als lokales Sprachrohr für die Menschen der Region des Oberen Kremstals und ermöglicht aktive Beteiligung und Mitbestimmung. Die Förderung freier Meinungsäußerung ist Leitmotiv des Radioprojekts und soll zur Demokratisierung der Kommunikation beitragen. 
Entsprechend der gemeinsamen Charta der Freien Radios in Österreich werden besondere Förderprogramme für Menschen und Personengruppen geschaffen, die keinen oder nur erschwerten Medienzugang haben und in den öffentlich-rechtlichen und privat-kommerziellen Medien unterrepräsentiert scheinen. Sendungen von älteren Mitmenschen, von Kindern, von Jugendlichen, von Menschen mit Migrationshintergrund, von Menschen mit Beeinträchtigung und Menschen, die sonstige gesellschaftlich Ausgrenzungen erfahren werden besonders gefördert.
Das Radio sendet sieben Tage die Woche rund um die Uhr. Die Musikauswahl der Tagesplaylist ist vielfältig und nicht-mainstreamorientiert, der Fokus liegt auf der Förderung regionaler oder noch unbekannterer Musiker. So befinden sich unter den rund 35000 Musiktiteln des Musikarchivs auch über 5000 österreichische Künstler.
Seit 2012 ist Radio B138 offizieller Partner des  BBC World Service und sendet neunmal täglich zwischen 5 und 19 Uhr Nachrichten in englischer Sprache.

## Partnerschaften
Das Freie Radio B138 ist Mitglied im Verband Freier Rundfunk Österreich (VFRÖ), der Kulturplattform OÖ und im Community Medien Institut (COMMIT).
Der Sender ist dem Ehrenkodex für die österreichische Presse verpflichtet.